# Касперович, Григорий Павлович
Григо́рий Па́влович Касперо́вич (15 июня 1945, Москва — 1 июля 2012, Екатеринбург) — российский военачальник, командующий войсками Сибирского военного округа (1997—1998). Генерал-полковник (1996), профессор (2010). 

## Военная биография
Сын военнослужащего. В детстве жил с семьёй в Риге. С 1956 года обучался в Тульском суворовском военном училище, после его расформирования в 1958 году переведён в Кавказское суворовское военное училище (Орджоникидзе), которое окончил в 1962 году.
С 1962 года в Советской Армии. Окончил Московское высшее общевойсковое командное училище имени Верховного Совета РСФСР (1966), Военную академию имени М. В. Фрунзе (1973), Военную академию Генерального штаба Вооружённых Сил СССР имени Маршала Советского Союза К. Е. Ворошилова (1988).
С 1966 по 1970 годы служил в 131-й мотострелковой дивизии Ленинградского военного округа: командир взвода в Мурманске, командир мотострелковой роты в Печенге и спортивной роты в Мурманске. Сам был отличным спортсменом, имел спортивные разряды по лыжным гонкам, стрельбе, вольной борьбе, баскетболу и гандболу.
После окончания академии с 1973 года служил в Группе советских войск в Германии: заместитель командира 16-го гвардейского мотострелкового полка 14-й гвардейской мотострелковой дивизии (г. Котбус), с декабря 1975 по май 1976 года командовал 74-м отдельным учебным мотострелковым полком (г. Вюнсдорф), с 1978 года — начальник штаба 35-й мотострелковой дивизии под Берлином.
С 1979 года был переведён в Сибирский военный округ начальником штаба 62-й мотострелковой дивизии (район города Асино, Томская область). С 1982 года — командир 242-й мотострелковой дивизии, уникальной в своём роде: штаб дивизии был в Абакане, а подразделения были размещены на огромной территории в Кемеровской области, Хакасии, Туве и даже в Монголии.
С августа 1984 по август 1986 года командовал в Афганистане 5-й гвардейской мотострелковой дивизией. Штаб дивизии находился в городе Шинданд, а части дивизии занимали провинцию Герат, по которой проходили основные пути поставки оружия в Афганистан из Ирана. Дивизия имела основной задачей блокирование этих поставок и её части вели постоянную охоту за караванами с оружием. Сразу после отъезда из Афганистана был направлен на учёбу в академию.
С 1988 года — начальник штаба 38-й общевойсковой армии Прикарпатского военного округа (штаб армии в г. Ивано-Франковск). С 1991 года командовал 42-й общевойсковой армией Приволжско-Уральского военного округа (штаб армии в Екатеринбурге). Затем служил начальником штаба Уральского военного округа (октябрь 1992 — июль 1996), начальником Главного управления кадров и военного образования Министерства обороны Российской Федерации (октябрь 1996 — июнь 1997), командующим войсками Сибирского военного округа (с 30 июня 1997 по 1 декабря 1998). В 1998—1999 годах находился в распоряжении министра обороны Российской Федерации, лишившись должности после объединения Сибирского и Забайкальского военных округов.
С декабря 1999 по конец 2004 годов — главный военный советник Президента Республики Ангола. Будучи первым главным военным советником в Анголе после распада СССР, приложил много усилий для восстановления авторитета Российской Федерации в Южной Африке. Одновременно в 2002—2004 годах исполнял обязанности представителя Генерального штаба Вооружённых Сил Российской Федерации в Демократической Республике Конго. После возвращения в Россию в 2004 году уволен в запас.
29 октября 1984 года Г. П. Касперовичу присвоено звание генерал-майора, 13 февраля 1992 года — генерал-лейтенанта, в 1996 году — генерал-полковника.

## После военной службы
После увольнения с военной службы избрал местом жительства Екатеринбург. В 2005—2007 годах являлся первым вице-президентом Регионального отделения Академии проблем безопасности, обороны и правопорядка по Свердловской области.
В 2008—2010 годах - декан факультета гражданской защиты Уральского государственного горного университета, с 2010 года - профессор кафедры обеспечения жизнедеятельности Уральского государственного педагогического университета. В эти года защитил диссертацию и стал кандидатом социологических наук. Одновременно занимался общественной работой, был членом Общественной палаты Свердловской области (2010—2012) и членом президиума общественной организации «Комитет ветеранов Афганистана».
Автор книги воспоминаний «Записки генерала» (издана в 2012 году, переиздана в 2015 году).
Умер 1 июля 2012 года. Похоронен на Широкореченском кладбище Екатеринбурга.

## Награды
- Орден «За военные заслуги»
- Орден Дружбы
- Орден Красного Знамени
- Орден «За службу Родине в Вооруженных Силах СССР» III степени
- Медаль «За воинскую доблесть. В ознаменование 100-летия со дня рождения Владимира Ильича Ленина»
- Юбилейная медаль «Двадцать лет Победы в Великой Отечественной войне 1941—1945 гг.»
- Юбилейная медаль «50 лет Вооружённых Сил СССР»
- Юбилейная медаль «60 лет Вооружённых Сил СССР»
- Юбилейная медаль «70 лет Вооружённых Сил СССР»
- Орден Красного Знамени (Афганистан, 1986[2])
- Медаль «60 лет Вооружённым силам МНР» (Монголия, 1981)
- именное оружие (дважды)
- Орден святого благоверного князя Даниила Московского I степени (РПЦ)